# Janez Bernik

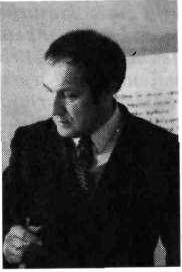
Janez Bernik

Janez Bernik (* 6. September 1933 in Gunclje bei Ljubljana; † 15. Juli 2016 in Prebold) war ein slowenischer Maler und Grafiker. Er gehörte zu den wichtigen Vertretern der grafischen Kunst im ehemaligen Jugoslawien nach dem Zweiten Weltkrieg.

## Leben und Werk
Nach Abschluss der Kunsthandwerksschule begann Bernik 1955 ein Studium der Malerei an der Akademie der Bildenden Künste in Ljubljana, bei Professor Maksim Sedej, später Grafik bei den Professoren Božidar Jakac und Riko Debenjak.
Im Jahr 1959 erhielt er ein Stipendium der französischen Regierung für eine akademische Ausbildung im Grafik-Studio von Johnny Friedlaender, dem Wegbereiter der modernen Farbradierung in Paris. Er unternahm Studienreisen nach Italien und Frankreich.
Von 1958 bis 1969 arbeitete er als freiberuflicher Künstler. Ab 1970 lehrte er an der Akademie der Bildenden Künste in Ljubljana als Professor für Zeichnung und Malerei, seit 1979 als ordentlicher Professor und Abteilungsleiter für die Malerei, bis zu seiner Emeritierung im Jahr 1996.
Er war ein Mitglied der Gruppe 69 und beteiligte sich an sich in all deren Ausstellungen. 1989, wurde Bernik assoziiertes Mitglied der Slowenischen Akademie der Wissenschaften und Künste in Ljubljana, ab 1993 als berufenes Mitglied. 1992 wurde er in die Accademia di San Luca in Rom berufen und war seit 1996 ordentliches Mitglied der Europäischen Akademie der Wissenschaften und Künste in Salzburg.
Janez Bernik war ein vielseitiger Künstler mit internationaler Reputation als Maler, Grafiker, Illustrator, Gestalter von Wandteppichen, Buchillustrationen und als Dichter. Er hatte mehr als 60 Einzelausstellungen in Slowenien und auf der ganzen Welt, darunter in allen wichtigen Galerien des ehemaligen Jugoslawiens, in Klagenfurt, Mailand, Rom, Paris, Berlin, New York City. Er war mehrfach Teilnehmer der Biennale von Venedig und im Jahr 1964 auch der documenta III in Kassel. Seine Gedichte wurden in zwei Ausgaben ab 1970 veröffentlicht.
Für seine Arbeit erhielt er mehrere nationale und internationale Auszeichnungen. In seinem Heimatland wurde er mit Nationalen Preisen für Malerei und Grafik (1963), dem Jakopič Preis für Malerei (1971) und dem Prešeren Award (1981) ausgezeichnet und bekam mehrfache internationale Ehrenauszeichnungen und Goldmedaillen für Grafiken. Seine Bilder sind Teile der Sammlungen der slowenischen Galerie in Ljubljana, Maribor, Ajdovščina und von Galerien und Museen in den meisten großen europäischen Städten (London, Wien, Prag, Zagreb, Warschau, Paris, Rom, Amsterdam). Viele seiner Werke werden in den Galerien Nord- und Südamerikas (San Francisco, Washington, D.C., New York, Buenos Aires, Rio de Janeiro) und in Japan (Tokio) gezeigt.